# قوبي شفاف
القوبي الشفاف (الاسم العلمي: Aphia minuta) هو نوع من القوبيون موطنه شمال شرق المحيط الأطلسي ويمكن العثور عليه من تروندهايم بالنرويج إلى المغرب. ويوجد أيضًا في البحر البحر الأبيض المتوسط، والبحر الأسود، وبحر آزوف. وهو من الأنواع البحرية التي تعيش في المياه القريبة من الشاطئ ومصبات الأنهار. ويمكن العثور عليه على أعماق تتراوح من السطح إلى 97 متر (318 قدم)، على الرغم من أنه يوجد عادةً على 5 إلى 80 متر (16 إلى 262 قدم) فوق القيعان الرملية والموحلة وأيضا في قاع عشبة الأنقليس. يمكن أن يصل طول هذا النوع إلى 7.9 سنتيمتر (3.1 بوصة) TL. وهو نوع مهم لمصايد الأسماك التجارية المحلية. وهو حاليًا النوع الوحيد المعروف من جنسه.

## الطهي
تحظى هذه السمكة بالتقدير في إسبانيا كجزء من المأكولات الأندلسية والكتالونية والبلنسية، وفي إيطاليا كجزء من المطبخ الإيطالي. في الأندلس يطلق عليهم اسم شانكيت، ويُقدم كطبق تقليدي مقليًا مع البيض المقلي والفلفل الحلو المحمص أو المقلي.